# Condado de Webster (Nebraska)
El condado de Webster (en inglés: Webster County), fundado en 1871 y con su nombre en honor al hombre de estado Daniel Webster, es un condado del estado estadounidense de Nebraska. En el año 2000 tenía una población de 4.061 habitantes con una densidad de población de 3 personas por km². La sede del condado es Red Cloud.

## Geografía
Según la oficina del censo el condado tiene una superficie total de 1489 km² (574,9 mi²), de los que su totalidad son tierra.

## Condados adyacentes
- Condado de Adams - norte
- Condado de Clay - noreste
- Condado de Nuckolls - este
- Condado de Jewell - sureste
- Condado de Smith - suroeste
- Condado de Franklin - oeste
- Condado de Kearney - noroeste

## Demografía
Según el censo del 2000 la renta per cápita media de los habitantes del condado era de 30.026 dólares y el ingreso medio de una familia era de 36.513 dólares. En el año 2000 los hombres tenían unos ingresos anuales 26.555 dólares frente a los 18.480 dólares que percibían las mujeres. El ingreso por habitante era de 16.802 dólares y alrededor de un 11.20% de la población estaba bajo el umbral de pobreza nacional.

## Ciudades y pueblos
- Blue Hill
- Red Cloud
- Bladen
- Cowles
- Guide Rock